# Diplazium lobatum
Diplazium lobatum är en majbräkenväxtart som först beskrevs av och som fick sitt nu gällande namn av Motozi Tagawa.
Diplazium lobatum ingår i släktet Diplazium och familjen Athyriaceae. Inga underarter finns listade i Catalogue of Life.